# 约瑟芬·麦金
约瑟芬·麦金（英語：Josephine McKim，1910年1月4日—1992年12月10日），美国女子游泳运动员。她曾代表美国参加1928年和1932年夏季奥林匹克运动会游泳比赛，获得一枚金牌和一枚铜牌。